# Deutscher Faustballverband der DDR
Der Deutsche Faustballverband der DDR war die Dachorganisation der Faustballvereine in der DDR. Er wurde am 27. April 1958 in Leipzig gegründet und ging aus der Sektion Faustball des Deutschen Sportausschusses (DS) hervor. Der DFV organisierte die DDR-Meisterschaften im Faustball in der DDR-Oberliga, -Liga und regionale Meisterschaften aller Altersklassen. Der Verband war Mitglied des Deutschen Turn- und Sportbundes (DTSB) der DDR.
Im Jahre 1984 hatte der Verband 9588 Mitglieder. Es gab zwei Verbandspräsidenten. Edgar Wünsche leitete ihn seit seiner Gründung bis zum Jahre 1978, als er von Heinz Frankiewicz abgelöst wurde. 1978 wechselte der Prellball-Wettkampfsport aus dem Turn- in den Faustballverband (Kommission Prellball im DFV). Heinz Frankiewicz führte den Verband, bis er im Rahmen der deutschen Wiedervereinigung 1990 dem Deutschen Turner-Bund (DTB) beitrat. Der Beitritt der neugegründeten Landesverbände wurde während des „Deutschen Turntages“ am 8./9. September 1990 in Hannover, im Rahmen des Beitritts des Deutschen Turn-Verband der DDR vollzogen und zum 3. Oktober 1990 wirksam. In der Bundesrepublik Deutschland gab es zu der Zeit keinen Fachverband für Faustball, daher bestand der DFV als Sektion des Deutschen Turner-Bundes (DTB) fort, bis die neugegründeten ostdeutschen Landesverbände die Aufgaben übernahmen und die Deutsche Faustball-Liga (DFBL) als ein Gremium in der Organisation des DTB 2004 gegründet und seit 2010 anerkannter Partner im DTB für Faustball zuständig wurde.
Der DFV war Ausrichter des Europapokals 1967 in Zeitz und des Europapokals 1971 in Hirschfelde.
Die Nationalmannschaft der Männer belegte bei der Weltmeisterschaft 1968 den 3. Platz und 1990 den 5. Platz. Bei Europameisterschaften erreichten sie 1965 den 3. Platz und 1970 den 2. Platz.